# Poquoson
Poquoson é uma cidade independente localizada no Estado americano de Virgínia. A sua área é de 203 1 km², sua população é de 11 566 habitantes, e sua densidade populacional é de 287,7 hab/km² (segundo o censo americano de 2000). A cidade foi fundada em 1631.